# João Costa
João Costa é um município brasileiro do estado do Piauí e possui uma população de cerca de 2.960 habitantes, sendo que 73,3% desse total são residentes da zona rural.
A economia é centrada basicamente nos setores primário e terciário, mais especificamente nas atividades de agricultura e prestação de serviços.

## Subdivisão de planejamento
O “Planejamento Participativo para o Desenvolvimento Sustentável” é um recurso, cunhado pelo Governo do Estado, que visa desenvolver um amplo e participativo processo de planejamento territorial. Além de definir estratégias de desenvolvimento de médio e longo prazo, tal planejamento tem como ênfase a elaboração e implementação de planos regionais, tornando fundamental a participação efetiva dos municípios e comunidades.
No plano estadual de desenvolvimento o município se situa:
- Macrorregião dos Semiáridos Piauienses;
- Território Integrado da Serra da Capivara;
- Aglomerado 17.

## História
O município foi criado em 14 de dezembro de 1995 pela Lei Estadual 4.810 de 27 de dezembro de 1995, sendo instalado em 1 de janeiro de 1997 por desmembrado dos municípios de São João do Piauí.
Com a emancipação municipal, a Vila de Boa Esperança passou a ser sede distrital do município e João Costa.

## Geografia
Localiza-se a uma latitude 08º30'39" sul e a uma longitude 42º24'49" oeste, estando a uma altitude de 300 metros. Situa-se na microrregião do Alto Médio Canindé, Mesorregião do Sudeste Piauiense.

### Revelo
O município apresenta um relevo bastante diversificado composto por solos provenientes da alteração de arenitos, siltitos, conglomerados e folhetos. Predominam na maior parte da região os latossolos álicos e distróficos com textura média a argilosa. Secundariamente pode-se registrar a existência de solos podzólicos vermelho-amarelos, fase pedregosa e não pedregosa com misturas e transições vegetais (floresta subcaducifólia/ Caatinga), além de areias quartzosas, que compreendem solos arenosos essencialmente quartzosos, profundos, drenados, desprovidos de minerais primários, de baixa fertilidade, com transições vegetais.
Situa-se basicamente sobre a unidade geoambiental dos Chapadões do Extremo Sul do Piauí. Topograficamente o relevo compreende superfícies tabulares reelaboradas, relevo plano e suavemente ondulado com altitudes entre 150 e 500 metros. Caracteriza-se também por apresentar um relevo bastante movimentado com encostas, prolongamentos residuais de chapadas, desníveis, acentuados vales e elevações isoladas.

### Formações de Solo
O município apresenta uma grande variedade de formações geológicas ao longo da sua extensão.
A unidade geológica predominante no município são as unidades de rochas sedimentares, onde 30% correspondem a unidade Depósitos Colúvio-Eluviais, 5% ocupado pela Formação Longá, 40% pela Formação Cabeças, 20% pela Formação Pimenteiras, e 5% pelo Grupo Serra Grande.
Da cobertura sedimentar que se estende pelo município destacamos as suas subunidades:
- Depósitos Colúvio-Eluviais: areia, argila, cascalho e laterita;
- Formação Longá: arenito, folhelho, siltito e calcário;
- Formação Cabeças: arenito, conglomerado e siltito;
- Formação Pimenteiras: arenito, siltito e folhelho;
- Grupo Serra Grande: arenito, conglomerado, folhelho e siltito.

## Aspectos Sociais

### Demografia
O município apresenta retração demográfica, que se deu principalmente entre os anos de 2007 e 2010. Em 2000, a população era de 3.025 habitantes, já em 2007 esse número subiu para 3.119. Contudo, em 2010, o número de habitantes decresceu para 2.960.
Atualmente o município apresenta um densidade demográfica de 1,64 habitantes por quilômetro quadrado.

### Indicadores Sociais

#### IDH
O Índice de Desenvolvimento Humano Municipal de João Costa é 0,561, em 2010. O município está situado na faixa de Desenvolvimento Humano Baixo (IDHM entre 0,5 e 0,599). Entre 2000 e 2010, o município apresentou um considerável aumento do indicador de Educação (com crescimento de 0,349), seguida por Longevidade e Renda.
Evolução do IDH do Município
- 1991: 0,154
- 2000: 0,311
- 2010: 0,561

Entre os anos de 1991 e 2000, João Costa teve um incremento no seu IDHM de 271,52%. O hiato de desenvolvimento humano, ou seja, a distância entre o IDHM do município e o limite máximo do índice, que é 1, foi reduzido em 48,29% entre 1991 e 2010.
Veja as pontuações dos aspectos de composição do IDH do município:
- Educação: 0,460
- Longevidade: 0,752
- Renda: 0,510

#### Índice de Gini
Entre 1991 e 2000 a desigualdade social aumentou no município: o Índice de Gini passou de 0,43 em 1991 para 0,50 em 2000 e para 0,49 em 2010.

## Clima
Em João Costa a temperatura média é 27 °C. Pluviosidade média anual de 681 mm. 1 mm é a precipitação do mês Agosto, que é o mês mais seco. Apresentando uma média de 138 mm, o mês de Março é o mês de maior precipitação. No mês de Outubro, o mês mais quente do ano, a temperatura média é de 28.4 °C. 25.3 °C é a temperatura média de Julho. Durante o ano é a temperatura mais baixa.
Existe uma diferença de 137 mm entre a precipitação do mês mais seco e do mês mais chuvoso. As temperaturas médias, durante o ano, variam 3.1 °C.
O município pertence a mesorregião climática do semiárido piauiense e está situado a uma altitude média de 330 metros acima do nível do mar.
Apresenta um clima semiárido tropical de tipo seco no cenário médio relativo a umidade. As temperaturas médias anuais são de 26.9 °C. As temperaturas mínimas podem chegar aos 18 °C e as máximas aos 35 °C. O mês de temperaturas mais amenas no município é julho, com uma média de 24,9 °C. Já o mês de outubro representa o período mais quente no município com médias variando em torno dos 28,2 °C. Existe uma diferença de 148 mm entre a precipitação do mês mais seco e do mês mais chuvoso. 3.5 °C é a variação das temperaturas médias durante o ano.
A precipitação pluviométrica média anual vária com isoietas anuais em torno de 500 mm, que geralmente se distribuem entre os trimestres janeiro-fevereiro-março e dezembro-janeiro-fevereiro, sendo esses meses mais chuvosos.

## Economia
A economia local é basicamente centralizada em atividades de prestação de serviços e geração industrial. A agricultura praticada no município é baseada na produção sazonal de feijão, milho e mandioca, tal atividade detêm 7,7% do Produto Interno Bruto do município.
As principais culturas cultivadas no município são: feijão (produção anual estimada de 223 toneladas), mandioca (produção anual estimada de 451 toneladas), e milho (produção anual estimada de 2.168 toneladas). Além da produção de grãos, o município destaca-se também pela produção de manga, a colheita anual é estimada em 225 toneladas cultivadas em 15 hectares.
| |        |
| \| Impostos \| 3,9 % \| \| Serviços \| 66,3 % \| \| Agropecuária \| 21 % \| \| Indústria \| 8,8 % \| |        |
| Impostos                                                                                             | 3,9 %  |
| Serviços                                                                                             | 66,3 % |
| Agropecuária                                                                                         | 21 %   |
| Indústria                                                                                            | 8,8 %  |

Veja no quadro a composição do PIB do município.

## O Polo Turístico das Origens
Junto a 17 outros municípios do estado, João Costa integra a região da Serra da Capivara, que junto ao Parque Nacional da Serra das Confusões, constituí a região turística do Polo das Origens no Piauí.
No município localiza-se parte da reserva do Parque Nacional Serra da Capivara, que engloba também os municípios de Brejo do Piauí, Coronel José Dias e São Raimundo Nonato. O parque tem cerca de 129.140 hectares e um perímetro de 214 quilômetros.
Reconhecido como Patrimônio Histórico e Cultural da Humanidade pela UNESCO, o Parque Nacional Serra da Capivara representa um dos mais importantes exemplares do patrimônio histórico-cultural do país.